# Shkëlqim Cani
Shkëlqim Cani (ur. 6 maja 1956 w Tiranie) – albański polityk i ekonomista, minister finansów Republiki Albanii w latach 2013–2016.

## Życiorys
W 1980 ukończył studia ekonomiczne na Uniwersytecie Tirańskim, a następnie studia podyplomowe z zakresu handlu zagranicznego. W 1991 obronił pracę doktorską z zakresu bankowości, w 2003 uzyskał tytuł profesora nauk ekonomicznych.
Związany z Socjalistyczną Partią Albanii. W wyborach parlamentarnych 1991 po raz pierwszy uzyskał mandat deputowanego. W tym samym roku przez kilka miesięcy pełnił funkcję wicepremiera w rządzie kierowanym przez Fatosa Nano. Po raz kolejny zdobył mandat deputowanego do parlamentu w wyborach 1991. Zasiadał w parlamentarnej komisji gospodarki i finansów. W latach 1997–2004 był prezesem Banku Albanii. We wrześniu 2013 powierzono mu stanowisko ministra finansów w rządzie kierowanym przez Ediego Ramę, które sprawował do lutego 2016. W 2023 zeznawał przed komisją śledczą powołaną do zbadania nieprawidłowości w zakresie wydawania koncesji firmom zaopatrującym placówki ochrony zdrowia w Albanii.
Jest żonaty (żona Merita).